# グロトリアン図

水素原子のグロトリアン図。矢印で示された遷移のみが許容される。

グロトリアン図（英語: Grotrian diagram）あるいは項図（英語: term diagram）とは、原子のエネルギー準位間の遷移のうち許容されるもの（許容遷移）を表した図形である。一電子原子のみならず多電子原子にも用いることができる。電子の角運動量の変化に関する特定の選択律 (selection rule) を考慮に入れている。名称は20世紀前半の物理学者ヴァルター・グロトリアンの名に因む。